# Yuki Anai
Yuki Anai (jap. 穴井 友喜, Anai Yuki; * 16. November 1988) ist eine japanische Badmintonspielerin. 

## Karriere
Yuki Anai belegte bei den Maldives International 2011 und den Polish Open 2013 Rang zwei im Damendoppel. Bei den French International 2014 wurde sie in der gleichen Disziplin Dritte. Alle drei Podestplatzierungen errang sie gemeinsam mit Yumi Murayama.